# Lidia Brito
Lidia Brito là một chuyên gia lâm nghiệp Mozambique và kỹ sư và giảng viên đại học, nhà nghiên cứu và tư vấn cho Đại học Eduardo Mondlane.
Brito có bằng đại học về Kỹ thuật lâm nghiệp của Đại học Eduardo Mondlane (Mozambique) và nhận bằng ThS. và tiến sĩ bằng Khoa học lâm nghiệp tại Đại học bang Colorado (Hoa Kỳ). Bà từng là Bộ trưởng Giáo dục Đại học, Khoa học và Công nghệ đầu tiên của Mozambique (2000-2005) và là Phó hiệu trưởng của Đại học Eduardo Mondlane (1998-2000). Gần đây, Brito đã từng là Cố vấn của Thị trưởng Maputo cho hoạch định chiến lược và quan hệ đối ngoại ở thủ đô của Maputo. Trên bình diện quốc tế, cô là một học giả được công nhận thúc đẩy sự phát triển bền vững và quản lý dựa trên cộng đồng tại Châu Phi nói chung và là thành viên của Hội đồng Quản trị IHE- UNESCO kể từ tháng 12 năm 2009. Brito là giám đốc chính sách khoa học và xây dựng năng lực tại UNESCO và là đồng chủ tịch của hội nghị, có tựa đề Planet Under Áp lực.
Cô cũng là một người tham gia tích cực và diễn giả trong nhiều hội nghị và hội nghị quốc tế.